# Saint-Genest, Allier

Saint-Félix este o comună în departamentul Allier din centrul Franței. În 1 ianuarie 2022 avea o populație de 388 de locuitori.